# Ivo Latin
Ivo Latin (* 1929; † 2. März 2002) war ein jugoslawischer Jurist und Politiker. Er war von 1988 bis 1990 Präsident der Sozialistischen Republik Kroatien.

## Leben
In seiner frühen Jugend schloss er sich dem Bund der Kommunisten Kroatiens an. Die Fakultät der Rechtswissenschaften schloss er 1957 in Zagreb ab. Ivo Latin war von 1978 bis 1982 Vorsitzender des Stadtrates in Zagreb. Im letzten Jahr seiner Mandatszeit wird er Generaldirektor des Unternehmens Croatia osiguranje.
Seit 1984 war er Parlamentspräsident und trat 1986 in den Vorstand der Teilrepublik Kroatien ein. 1988 wird er Präsident der Sozialistischen Republik Kroatien. Dieses Amt bekleidet er bis 1990, als Franjo Tuđman nach ersten demokratischen Wahlen die Mehrheit für sich gewinnt.
Ivo Latin starb am 2. März 2002 auf dem Weg ins Krankenhaus nach Karlovac an den Folgen eins Herzinfarktes.
| Vorgänger   | Amt                                | Nachfolger |
| ----------- | ---------------------------------- | ---------- |
| Ivo Vrhovec | Bürgermeister von Zagreb 1978–1982 | Mato Mikić |

| Personendaten    | Personendaten            |
| ---------------- | ------------------------ |
| NAME             | Latin, Ivo               |
| KURZBESCHREIBUNG | jugoslawischer Politiker |
| GEBURTSDATUM     | 1929                     |
| STERBEDATUM      | 2. März 2002             |